# 今福和志
今福 和志（いまふく かずし、2007年5月21日 - ）は、日本の男子競泳選手。大阪府出身。長水路と短水路両方の1500m自由形日本記録保持者。

## 経歴
2024年パリオリンピック競泳日本代表選考会の1500m自由形で15分04秒36の高校新記録で優勝したが、派遣標準記録14分56秒31を突破できず、オリンピック代表に落選した。
2025年3月の第100回日本選手権水泳競技大会では400m・800m・1500ｍ自由形で三冠を達成し、2025年世界水泳選手権日本代表に選出された。800mでは7分50秒01の高校新記録、1500mでは11年ぶりとなる日本新記録14分50秒18を樹立した。
そしてさらに、その約1週間後となる全国JOCジュニアオリンピックカップ春季水泳競技大会では、1500mで14:23.26の短水路日本新記録を樹立し優勝。また、同レースの800mの通過タイム7:39.65は高校新記録として登録された。